# Айнабулак (Жанасемейский район)
Айнабулак (каз. Айнабұлақ) — село в Жанасемейском районе Абайской области Казахстана. Административный центр Айнабулакского сельского округа. Код КАТО — 632835100.

## Население
В 1999 году население села составляло 230 человек (114 мужчин и 116 женщин). По данным переписи 2009 года, в селе проживал 231 человек (126 мужчин и 105 женщин).